# Aleksandar Miljković
Aleksandar Miljković (cyr. Александар Миљковић, ur. 26 lutego 1990 w Borze) – serbski piłkarz występujący na pozycji obrońcy, zawodnik Noah Erywań.

## Kariera
Jest wychowankiem Partizana. W latach 2007–2009 przebywał na wypożyczeniu w Teleoptiku Belgrad. Na czas trwania rundy jesiennej sezonu 2009/2010 został wypożyczony do występującej w Super liga Srbije drużyny Metalac Gornji Milanovac. W 2013 roku odszedł do SC Braga, a w 2015 do RNK Split. Od sezonu 2016/2017 związał się z rosyjskim Amkarem Perm. 13 czerwca 2018 z powodu niewypłacalności finansowej Amkar nie dostał licencji Rosyjskiego Związku Piłki Nożnej na sezon 2018/2019 na grę w Priemjer-Lidze, jak i Rosyjskiej Pierwszej Dywizji. 18 czerwca 2018 prezes klubu Giennadij Sziłow ogłosił, że klub nie złożył podania na otrzymanie licencji na grę w Rosyjskiej Drugiej Dywizji i zostanie rozwiązany, dlatego Miljković został wolnym zawodnikiem.
1 listopada 2018 roku podpisał dwuletni kontrakt z Miedzią Legnica. W klubie z Legnicy zadebiutował 3 listopada 2018 w wyjazdowym, zremisowanym 0:0 meczu 14. kolejki Ekstraklasy z Cracovią. W dwóch kolejkach z rzędu strzelił gole samobójcze.